# マンガPOP横丁
『マンガPOP横丁』（マンガポップよこちょう）は、KADOKAWAが発行する書籍情報などを取り扱う月刊誌『ダ・ヴィンチ』が運営するウェブサイト『ダ・ヴィンチWeb』の連載コーナー。毎回気になる発売されて間もない新作漫画を、POPライターのはりまりょうがPOPにして紹介。
2020年3月27日連載開始。2022年5月27日まで毎週金曜日に最新回公開で、6月3日より奇数週の金曜日に変更。同年7月29日連載終了。全117回。

## 紹介作品一覧

### #1 - #20
| #  | 公開日        | 作品名                                | 作者                                                   | レーベル名                          | 出版社         |
| -- | ------------- | ------------------------------------- | ------------------------------------------------------ | ----------------------------------- | -------------- |
| 1  | 2020年3月27日 | ドラえもん（0巻）                     | 藤子・F・不二雄                                        | てんとう虫コミックス                | 小学館         |
| 2  | 2020年4月3日  | 童貞絶滅列島                          | 川崎順平                                               | マガジンエッジKC                    | 講談社         |
| 3  | 2020年4月10日 | 新入社員がまいります！                | らおや                                                 | ワイドKC                            | 講談社         |
| 4  | 2020年4月17日 | PINGKONG                              | コミック・ジャクソン                                   | 少年サンデーコミックス              | 小学館         |
| 5  | 2020年4月24日 | にこめっこ                            | 赤堀君                                                 | コミックDAYSコミックス              | 講談社         |
| 6  | 2020年5月1日  | 先生で○○しちゃいけません！            | 武者サブ                                               | 裏少年サンデーコミックス            | 小学館         |
| 7  | 2020年5月8日  | パリピ孔明                            | 原作：四葉タト／作画：小川亮                           | コミックDAYSコミックス              | 講談社         |
| 8  | 2020年5月15日 | サナダくんは私のお尻に住んでいます    | えぴこ                                                 | RYU COMICS                          | 徳間書店       |
| 9  | 2020年5月22日 | 目の毒すぎる職場のふたり              | ma2                                                    | クリエコミックス                    | オーバーラップ |
| 10 | 2020年5月29日 | 青春シンデレラ                        | 夕のぞむ                                               | マーガレットコミックス              | 集英社         |
| 11 | 2020年6月5日  | すずねとひだりて                      | 榎のと                                                 | MFC ジーンピクシブシリーズ          | KADOKAWA       |
| 12 | 2020年6月12日 | サバエとヤッたら終わる                | 早坂啓吾                                               | BUNCH COMICS                        | 新潮社         |
| 13 | 2020年6月19日 | おじさんが女子●生に悪いことを教える話 | 久川はる                                               | クリエコミックス                    | オーバーラップ |
| 14 | 2020年6月26日 | やったねたえちゃん!                   | カワディMAX                                            | MFコミックス フラッパーシリーズ     | KADOKAWA       |
| 15 | 2020年7月3日  | 猥談バーで逢いましょう                | 企画・原案：佐伯ポインティ／作画：地球のお魚ぽんちゃん | BUNCH COMICS                        | 新潮社         |
| 16 | 2020年7月10日 | 東京トイボクシーズ                    | うめ                                                   | BUNCH COMICS                        | 新潮社         |
| 17 | 2020年7月17日 | 短い横断歩道も待つタイプの中学生      | やまうち                                               | ゼノンコミックス                    | コアミックス   |
| 18 | 2020年7月24日 | 舞ちゃんのお姉さん飼育ごはん。        | 秋津貴央                                               | バンブー・コミックス                | 竹書房         |
| 19 | 2020年7月31日 | 往生際の意味を知れ!                   | 米代恭                                                 | ビッグコミックス                    | 小学館         |
| 20 | 2020年8月7日  | 中央線沿線少女                        | rioka                                                  | まんがタイムKR フォワードコミックス | 芳文社         |

### #21 - #40
| #  | 公開日         | 作品名                             | 作者                                       | レーベル名                              | 出版社         |
| -- | -------------- | ---------------------------------- | ------------------------------------------ | --------------------------------------- | -------------- |
| 21 | 2020年8月14日  | 【推しの子】                       | 原作・原案など：赤坂アカ／作画：横槍メンゴ | ヤングジャンプコミックス                | 集英社         |
| 22 | 2020年8月21日  | はたらく細胞LADY                   | 原作：原田重光／作画：乙川灯／監修：清水茜 | モーニングKC                            | 講談社         |
| 23 | 2020年8月28日  | キャバ嬢とヒモ猫                   | 一式アキラ                                 | まんがタイムコミックス                  | 芳文社         |
| 24 | 2020年9月4日   | ケンシロウによろしく               | ジャスミン・ギュ                           | ヤンマガKCスペシャル                    | 講談社         |
| 25 | 2020年9月11日  | 恋のはじまり                       | 蒼井まもる                                 | 講談社コミックス別冊フレンド            | 講談社         |
| 26 | 2020年9月18日  | 田中と鈴木                         | 太川善之                                   | サンデーうぇぶりSSC                     | 小学館         |
| 27 | 2020年9月25日  | 大学ではじめて恋人ができた人の話   | ひみつ                                     | バンブー・コミックス                    | 竹書房         |
| 28 | 2020年10月2日  | ネコがOLに見えて困ります           | 鳴海アミヤ                                 | まんがタイムコミックス                  | 芳文社         |
| 29 | 2020年10月9日  | 願いを3ページだけ叶えてやろう      | 大宮宮美                                   | マッグガーデンコミックス Beat'sシリーズ | マッグガーデン |
| 30 | 2020年10月16日 | 将棋めし                           | 松本渚                                     | MFコミックス フラッパーシリーズ         | KADOKAWA       |
| 31 | 2020年10月23日 | イケ田くん                         | 渥美駿                                     | 少年サンデーコミックス                  | 小学館         |
| 32 | 2020年10月30日 | いとやんごとなき                   | 小松翔太                                   | 少年サンデーコミックス                  | 小学館         |
| 33 | 2020年11月6日  | メイドの岸さん                     | 柏木香乃                                   | KCデラックス                            | 講談社         |
| 34 | 2020年11月13日 | 今日のさんぽんた                   | 田岡りき                                   | ゲッサン少年サンデーコミックス          | 小学館         |
| 35 | 2020年11月20日 | 神様が恋をしろと言っている!        | 花松あやか                                 | マーガレットコミックス                  | 集英社         |
| 36 | 2020年11月27日 | 今日もカレーですか?                | 原作： 藤川よつ葉／作画：あづま笙子        | バンブー・コミックス                    | 竹書房         |
| 37 | 2020年12月4日  | また来てねシタミさん               | 原作： 青木潤太朗／作画：隆原ヒロタ        | 講談社コミックス                        | 講談社         |
| 38 | 2020年12月11日 | ガニメデ～殺戮の島～               | 高橋構造                                   | ニチブンコミックス                      | 日本文芸社     |
| 39 | 2020年12月18日 | ダーウィン事変                     | うめざわしゅん                             | アフタヌーンKC                          | 講談社         |
| 40 | 2020年12月25日 | 水曜どうでしょう～大泉洋のホラ話～ | 企画・原案： 大泉洋／作画：星野倖一郎      | 少年チャンピオン・コミックス            | 秋田書店       |

### #41 - #60
| #  | 公開日        | 作品名                              | 作者                            | レーベル名                     | 出版社         |
| -- | ------------- | ----------------------------------- | ------------------------------- | ------------------------------ | -------------- |
| 41 | 2021年1月8日  | うるわしの宵の月                    | やまもり三香                    | KC デザート                    | 講談社         |
| 42 | 2021年1月15日 | チ。―地球の運動について―            | 魚豊                            | ビッグスピリッツコミックス     | 小学館         |
| 43 | 2021年1月22日 | そのヲタク、元殺し屋。              | Ko-dai                          | 角川コミックス・エース         | KADOKAWA       |
| 44 | 2021年1月29日 | AM 8:02、はつこい                   | 紺野りさ                        | フラワーコミックス             | 小学館         |
| 45 | 2021年2月5日  | いえめぐり                          | ネルノダイスキ                  | ビームコミックス               | KADOKAWA       |
| 46 | 2021年2月12日 | 転がる姉弟                          | 森つぶみ                        | ヒーローズコミックスふらっと   | ヒーローズ     |
| 47 | 2021年2月19日 | 島さん                              | 川野ようぶんどう                | アクションコミックス           | 双葉社         |
| 48 | 2021年2月26日 | プラタナスの実                      | 東元俊哉                        | ビッグコミックス               | 小学館         |
| 49 | 2021年3月5日  | 研究棟の真夜中ごはん                | 原作：神岡鳥乃 ／作画：夏河もか | HJコミックス                   | ホビージャパン |
| 50 | 2021年3月12日 | 高校生家族                          | 仲間りょう                      | ジャンプ・コミックス           | 集英社         |
| 51 | 2021年3月19日 | マジで付き合う15分前                | Perico                          | 角川コミックス・エース         | KADOKAWA       |
| 52 | 2021年3月26日 | 黄昏星のスイとネリ                  | 徳永パン                        | MFC キューンシリーズ           | KADOKAWA       |
| 53 | 2021年4月2日  | ゆうやけトリップ                    | ともひ                          | 芳文社コミックス/FUZコミックス | 芳文社         |
| 54 | 2021年4月9日  | じじいくじ ～元最強刑事の初孫育児～ | 上地拓郎                        | ヒューコミックス               | KADOKAWA       |
| 55 | 2021年4月16日 | 雨と君と                            | 二階堂幸                        | KCデラックス                   | 講談社         |
| 56 | 2021年4月23日 | 歌舞伎町の洗濯屋さん                | 駒魔子                          | BUNCH COMICS                   | 新潮社         |
| 57 | 2021年4月30日 | 溺愛くんは手を出せない              | 杜若わか                        | KCデラックス                   | 講談社         |
| 58 | 2021年5月7日  | インスタントライフ                  | 江戸川治                        | BUNCH COMICS                   | 新潮社         |
| 59 | 2021年5月14日 | 陽気なしめりけ                      | 緒木鈴人                        | ゲッサン少年サンデーコミックス | 小学館         |
| 60 | 2021年5月21日 | 青年少女よ、春を貪れ。              | 山田シロ彦                      | ヤングジャンプコミックス       | 集英社         |

### #61 - #80
| #  | 公開日        | 作品名                                                      | 作者                                    | レーベル名                   | 出版社                 |
| -- | ------------- | ----------------------------------------------------------- | --------------------------------------- | ---------------------------- | ---------------------- |
| 61 | 2021年5月28日 | リスタート!～34歳ゲームディレクターのつよくてニューゲーム～ | 坂木原レム                              | モーニング KC                | 講談社                 |
| 62 | 2021年6月4日  | 急がなくてもよいことを                                      | ひうち棚                                | ビームコミックス             | KADOKAWA               |
| 63 | 2021年6月11日 | 木瀬四兄弟のジンギなき戦い                                  | 小山田ダダ                              | クリエコミックス             | オーバーラップ         |
| 64 | 2021年6月18日 | サクラ、サク。                                              | 咲坂伊緒                                | マーガレットコミックス       | 集英社                 |
| 65 | 2021年6月25日 | 晴れ晴れ日和                                                | 吉村佳                                  | MFC キューンシリーズ         | KADOKAWA               |
| 66 | 2021年7月2日  | ヒポクラテスの卵                                            | ススキノ海                              | 花とゆめコミックススペシャル | 白泉社                 |
| 67 | 2021年7月13日 | 落ちて溺れて                                                | 伊鳴優子                                | デザートコミックス           | 講談社                 |
| 68 | 2021年7月16日 | 女子高生はおはようって言う                                  | 原作：ルシファー吉岡 ／作画：ゆめみつき | ガンガンコミックス           | スクウェア・エニックス |
| 69 | 2021年7月23日 | ニラメッコ                                                  | 久世岳                                  | ヤングアニマルコミックス     | 白泉社                 |
| 70 | 2021年7月30日 | 五十、六十、よろこんで。                                    | ワイエム系                              | クロフネCOMICS               | リブレ                 |
| 71 | 2021年8月6日  | お嬢、お目覚めの時間です                                    | 樫八重子                                | 花とゆめコミックス           | 白泉社                 |
| 72 | 2021年8月13日 | 転がる女と恋の沼                                            | 芥文絵                                  | フィールコミックス           | 祥伝社                 |
| 73 | 2021年8月20日 | 夜の下で待ち合わせ                                          | 三次マキ                                | 別冊フレンドコミックス       | 講談社                 |
| 74 | 2021年8月27日 | おじさんが私の恋を応援しています（脳内）                    | 井野ジュン                              | ポラリスCOMICS               | フレックスコミックス   |
| 75 | 2021年9月3日  | マウントセレブ金田さん                                      | ニャロメロン                            | 少年チャンピオン・コミックス | 秋田書店               |
| 76 | 2021年9月10日 | 大越春太郎は黙れない！                                      | 瀬田ヒナコ                              | アクションコミックス         | 双葉社                 |
| 77 | 2021年9月17日 | いま「余生」って言いました？                                | アキヤマ香                              | BE・LOVEコミックス           | 講談社                 |
| 78 | 2021年9月24日 | オー・マイ・バトラー！                                      | 須藤パニャ                              | ヒーローズコミックスふらっと | 小学館                 |
| 79 | 2021年10月1日 | ゴリせん～パニックもので真っ先に死ぬタイプの体育教師～      | 酒井大輔                                | ヤンマガKCスペシャル         | 講談社                 |
| 80 | 2021年10月8日 | ネオ・キャット                                              | 青化                                    | フィールコミックス           | 祥伝社                 |

### #81 - #100
| #   | 公開日         | 作品名                               | 作者                                | レーベル名                     | 出版社         |
| --- | -------------- | ------------------------------------ | ----------------------------------- | ------------------------------ | -------------- |
| 81  | 2021年10月15日 | 今夜すきやきだよ                     | 谷口菜津子                          | バンチコミックス               | 新潮社         |
| 82  | 2021年10月22日 | ちょっとだけ抜けちゃう柊さん         | うらのりつ                          | サンデーうぇぶりコミックス     | 小学館         |
| 83  | 2021年10月29日 | ひらやすみ                           | 真造圭伍                            | ビッグコミックス               | 小学館         |
| 84  | 2021年11月5日  | 大正処女御伽話-厭世家ノ食卓-         | 桐丘さな                            | ジャンプコミックス             | 集英社         |
| 85  | 2021年11月12日 | 今日から始める幼なじみ               | 帯屋ミドリ                          | バンチコミックス               | 新潮社         |
| 86  | 2021年11月19日 | 北斗の拳 世紀末ドラマ撮影伝          | 原作：武論尊・原哲夫 ／漫画：倉尾宏 | ゼノンコミックス               | コアミックス   |
| 87  | 2021年11月26日 | ゆーちゃと魔王                       | 坂本憲司郎                          | MeDu COMICS                    | ジーオーティー |
| 88  | 2021年12月3日  | からっぽのアイネ                     | 折山漠                              | ジャンプコミックス             | 集英社         |
| 89  | 2021年12月10日 | おかえり、南星バス                   | まどさわ窓子                        | 花とゆめコミックススペシャル   | 白泉社         |
| 90  | 2021年12月17日 | 矢野くんの普通の日々                 | 田村結衣                            | コミックDAYSコミックス         | 講談社         |
| 91  | 2021年12月24日 | 御曹司の並ぶ店                       | 宇佐美真紀                          | フラワーコミックス             | 小学館         |
| 92  | 2022年1月7日   | 四十七大戦                           | 一二三                              | KCデラックス                   | 講談社         |
| 93  | 2022年1月14日  | 婚活バトルフィールド37               | 猪熊ことり                          | バンチコミックス               | 新潮社         |
| 94  | 2022年1月21日  | 私の息子が異世界転生したっぽい       | 原作：かねもと／作画：シバタヒカリ  | ビッグコミックス               | 小学館         |
| 95  | 2022年1月28日  | 出川哲朗の充電させてもらえませんか？ | 小泉作十                            | てんとう虫コミックススペシャル | 小学館         |
| 96  | 2022年2月4日   | ムムリン                             | 原作：岩井勇気／漫画：佐々木順一郎  | ヤングマガKCスペシャル         | 講談社         |
| 97  | 2022年2月11日  | 古オタクの恋わずらい                 | ニコ・ニコルソン                    | kissコミックス                 | 講談社         |
| 98  | 2022年2月18日  | 午前2時しょうがくせい                | 江戸キリエ                          | バーズコミックス               | 幻冬舎         |
| 99  | 2022年2月25日  | 恋をふたさじ                         | オノヤマコズエ                      | マーガレットコミックス         | 集英社         |
| 100 | 2022年3月4日   | ココロのプログラム                   | 中村ひなた                          | ジャンプコミックス             | 集英社         |

### #101 - #117
| #   | 公開日        | 作品名                               | 作者                                     | レーベル名                      | 出版社   |
| --- | ------------- | ------------------------------------ | ---------------------------------------- | ------------------------------- | -------- |
| 101 | 2022年3月11日 | 29時の朝ごはん～味噌汁屋あさげ～     | 佐倉イサミ                               | BRIDGE COMICS                   | KADOKAWA |
| 102 | 2022年3月18日 | イケボキャット                       | 出迦オレ                                 | マガジンエッジKC                | 講談社   |
| 103 | 2022年3月25日 | オフ会したらとんでもないやつが来た話 | mii.m                                    | マガジンエッジKC                | 講談社   |
| 104 | 2022年4月1日  | ロックマンちゃん                     | 河田雄志×行徒                            | 角川コミックス・エース          | KADOKAWA |
| 105 | 2022年4月8日  | ロックマンさん                       | 河田雄志×行徒                            | 角川コミックス・エース          | KADOKAWA |
| 106 | 2022年4月15日 | 平成少年ダン                         | サンカクヘッド                           | ヤングジャンプコミックス        | 集英社   |
| 107 | 2022年4月22日 | ビーストリングス                     | 山本四角                                 | MFC                             | KADOKAWA |
| 108 | 2022年4月29日 | シロとくじら                         | tunral                                   | MFC                             | KADOKAWA |
| 109 | 2022年5月6日  | 星使いセレナ                         | LEN[A-7]                                 | アフタヌーンKC                  | 講談社   |
| 110 | 2022年5月13日 | 君と銀木犀に                         | 相澤いくえ                               | アクションコミックス            | 双葉社   |
| 111 | 2022年5月20日 | 今夜、寿司屋で。～至福の日本酒～     | 原作：早川光／漫画：瀬上あきら           | 集英社ホームコミックス          | 集英社   |
| 112 | 2022年5月27日 | OH!MYコンブ ミドル                   | 漫画：かみやたかひろ／企画・監修：秋元康 | モーニングKC                    | 講談社   |
| 113 | 2022年6月3日  | ソアラと魔物の家                     | 山地ひでのり                             | サンデーうぇぶりコミックス      | 小学館   |
| 114 | 2022年6月17日 | あざ恋                               | 倉地よね                                 | デザートコミックス              | 講談社   |
| 115 | 2022年7月1日  | 地球の子                             | 神海英雄                                 | ジャンプコミックス              | 集英社   |
| 116 | 2022年7月15日 | 見るからに怪しい二人                 | 鬼澤馬勇                                 | MFコミックス フラッパーシリーズ | KADOKAWA |
| 117 | 2022年7月29日 | たいがー&どらごん                    | ほしの瑞希                               | マーガレットコミックス          | 集英社   |